# Sacriportus
Koordinaten: 41° 41′ 23″ N, 13° 7′ 42″ O
Sacriportus war eine antike Ortschaft in der italienischen Landschaft Latium. Sie lag im Gebiet der heutigen Gemeinde Colleferro.
Sacriportus lag am Oberlauf des Tolerus an der Via Labicana zwischen Praeneste und Signia. Im Frühjahr 82 v. Chr. schlug Sulla dort das Heer des jüngeren Marius vernichtend.